# Пежман Доросткар
Пежман Доросткар (перс. پژمان درستکار; нар. 18 серпня 1976) — іранський борець вільного стилю, чемпіон світу серед студентів, дворазовий чемпіон Азії, бронзовий призер Кубку світу, учасник Олімпійських ігор.

## Життєпис
Боротьбою почав займатися з 1988 року. У 1992 році став бронзовим призером чемпіонату світу серед кадетів.
Виступав за борцівський клуб «Паас». Тренери — Егсан Доросткар, Алі Абдолкарімі, Хосейн Малекі.

## Спортивні результати на міжнародних змаганнях

### Виступи на Олімпіадах
| Змагання                    | Збірна | Вагова категорія          | Місце |
| --------------------------- | ------ | ------------------------- | ----- |
| Літні Олімпійські ігри 2000 | Іран   | вільна боротьба, до 76 кг | 12    |

### Виступи на Чемпіонатах світу
| Змагання                        | Збірна | Вагова категорія          | Місце |
| ------------------------------- | ------ | ------------------------- | ----- |
| Чемпіонат світу з боротьби 1998 | Іран   | вільна боротьба, до 76 кг | 4     |

### Виступи на Чемпіонатах Азії
| Змагання                       | Збірна | Вагова категорія          | Місце  |
| ------------------------------ | ------ | ------------------------- | ------ |
| Чемпіонат Азії з боротьби 2001 | Іран   | вільна боротьба, до 85 кг | Золото |
| Чемпіонат Азії з боротьби 2003 | Іран   | вільна боротьба, до 84 кг | Золото |

### Виступи на Азійських іграх
| Змагання           | Збірна | Вагова категорія          | Місце |
| ------------------ | ------ | ------------------------- | ----- |
| Азійські ігри 1998 | Іран   | вільна боротьба, до 76 кг | 5     |
| Азійські ігри 2002 | Іран   | вільна боротьба, до 84 кг | 5     |

### Виступи на Кубках світу
| Змагання                    | Збірна | Вагова категорія          | Місце  |
| --------------------------- | ------ | ------------------------- | ------ |
| Кубок світу з боротьби 1999 | Іран   | вільна боротьба, до 76 кг | Бронза |

### Виступи на Чемпіонатах світу серед студентів
| Змагання                                        | Збірна | Вагова категорія          | Місце  |
| ----------------------------------------------- | ------ | ------------------------- | ------ |
| Чемпіонат світу з боротьби серед студентів 2004 | Іран   | вільна боротьба, до 84 кг | Золото |

### Виступи на інших змаганнях
| Змагання                                                     | Збірна | Вагова категорія          | Місце  |
| ------------------------------------------------------------ | ------ | ------------------------- | ------ |
| Олімпійський кваліфікаційний турнір з боротьби 2000 (Мінськ) | Іран   | вільна боротьба, до 76 кг | 8      |
| Олімпійський кваліфікаційний турнір з боротьби 2000 (Мехіко) | Іран   | вільна боротьба, до 76 кг | Срібло |

### Виступи на змаганнях молодших вікових груп
| Змагання                                      | Збірна | Вагова категорія          | Місце  |
| --------------------------------------------- | ------ | ------------------------- | ------ |
| Чемпіонат світу з боротьби серед кадетів 1992 | Іран   | вільна боротьба, до 76 кг | Бронза |
| Чемпіонат світу з боротьби серед юніорів 1994 | Іран   | вільна боротьба, до 74 кг | 4      |